# 기독교 상담학
기독교 상담학(基督敎相談學, christian counseling) 혹은 성경적상담(聖經的相談, biblical counseling)은 세속적인 상담 심리학과는 구별된다. 국제 성경 상담가 협회에 따르면, 기독교 상담학은 "기독교인이 성경의 원리와 명령에 불순종하는 영역을 주의 깊게 발견하고, 그들이 신의 뜻에 사랑으로 순종하는 방법을 배우도록 돕는 것"을 추구한다. 따라서 기독교 상담가들은 심리학을 성경의 관점으로 접근한다. 그들은 성경을 모든 진리의 근원으로 본다.
성경적 상담과 기독교 상담을 구별하기도 한다. 이 경우 성경적 상담과 달리 기독교 상담은 영성을 전통적인 상담 방법과 심리학적 원리에 통합하는 자격을 갖춘 상담가가 수행한다. 이들은 성경을 참고할 수 있지만, 성경 가르침에만 집중하지 않는다.

## 역사
기독교 상담은 1960년대 후반에서 1970년대 초반에 제이 E. 애덤스가 주도한 성경 상담 운동과 함께 시작되었다. 애덤스의 1970년 저서 『상담 유능』은 당시의 심리학 및 정신의학적 해결책과는 다른 기독교 기반의 접근 방식을 옹호했다. 개신교 신자였던 애덤스는 사회에서 정신 질환자로 분류된 이들 중, 스스로 기독교 도덕적으로 타락했다고 믿는 사람들을 치유하는 것이 교회의 임무라고 생각했다. 그는 내담자의 행동이나 행위에 따라 의학적 진단을 내리는 의료 모델과 같은 다른 상담 모델을 거부했다. 애덤스는 각 진단 범주에 나열된 부적응 행동 목록이 질병이라기보다는 우리의 의지적 본성에서 비롯된 행동이라고 믿었다. 그는 부적응 행동이 죄의 문제이며 따라서 하나님의 말씀에 대한 직면과 교육의 대상이 되어야 한다고 주장했다. 그리하여 고객이 하나님의 말씀에 순종하는 행동을 선택하도록 권고함으로써 그들의 삶에서 죄를 제거해야 한다고 보았다. 애덤스는 사람들의 선택에 대한 완전한 책임을 제거하는 행동을 재분류하려는 어떠한 시도에도 동의하지 않았다.
애덤스는 추종자들을 얻었지만, 그의 접근 방식은 비판을 받기도 했다.『상담 유능』(1970)은 엄격한 성경적 틀에 뿌리를 두고 고객들에게 행동을 변화시키고 기독교 가르침에 맞추도록 권고하는 누세틱 상담(Nouthetic -)모델을 소개했다. 그의 모델은 상담가들이 다양한 성경 구절을 사용하여 고객이 회개와 영적 변화의 여정을 따르도록 인도할 것을 권장했다. "누세틱"이라는 용어는 "훈계하다"를 의미하는 그리스어 noutheteo에서 유래했으며, 애덤스는 죄를 직접적으로 직면하고 하나님의 명령에 순종하도록 권장하는 상담가의 역할을 강조했다. 그러나 애덤스의 상담에 대한 엄격한 접근 방식과 엄격한 성경적 지향은 그의 방법이 너무 규범적이며 더 세속적이거나 심리학적인 치료 접근 방식에 적응할 수 없다고 믿는 사람들로부터 비판을 받았다. 그의 영향력에도 불구하고, 1980년대에 애덤스의 인기는 시들해졌는데, 기독교 상담 공동체의 일부 사람들이 심리학적 통찰력을 성경적 원리와 통합하는 보다 균형 잡힌 접근 방식을 찾기 시작했기 때문이다.
1960년대 후반과 1970년대 초반에 기독교 상담이 고안되기 이전에는, 상담학은 세속적 학문으로 종교와 연관되지 않았다. "실험 심리학의 아버지"로 알려진 빌헬름 분트 (1832–1920)는 신중한 관찰과 내성(內省)을 통해 심리 현상을 자연주의적 용어로 설명하고자 했다. 그의 접근 방식은 인간 행동에 대한 유신론적 설명을 거부하고, 자연주의적이고 내성적인 방법을 선호했다. 분트의 연구는 심리학을 철학의 한 분야에서 실험 과학으로 전환하는 데 중추적인 역할을 했다.
분트 외에도 지그문트 프로이트(1856–1939)는 종교적 신념에 대한 세속적인 설명을 제시했다. 프로이트는 신에 대한 믿음이 종종 개인의 아버지와의 관계에서 비롯된다고 주장했다. 그는 오이디푸스 콤플렉스와 초기 가족 관계에 의해 형성된 "아버지 콤플렉스"가 신을 숭고한 아버지 형상으로 인식하는 데 영향을 미친다고 주장했다. 프로이트는 또한 심리 치료를 교회와는 별개의 분야로 발전시켰다. 이러한 지적 운동들은 상담 관행을 교회에서 멀어지게 하고 세속적인 틀로 향하게 하는 데 기여했다.
제이 애덤스는 1970년 저서 『상담 유능』을 통해 누세틱 상담을 도입하면서 교회의 중요성을 다시 부각시켰다. 그러나 그의 영향력은 1980년대에 줄어들었고, 그 뒤를 데이비드 파울리슨이 이었다. 성인이 되어 기독교로 개종한 파울리슨은 애덤스의 연구를 발전시키고 이 운동을 정교하게 다듬으려 노력했다. 그가 발행한 『성경 상담 저널』은 성경의 권위와 자비로운 개입의 균형, 트라우마와 중독과 같은 복잡한 심리적 문제 해결, 그리고 성경적 충실성을 훼손하지 않고 더 넓은 상담 분야의 통찰력을 통합하는 등 이 분야의 중요한 문제들을 다룰 수 있는 장을 제공했다. 파울리슨의 노력은 성경 상담가들이 지속적인 자기 평가에 참여하고 신학적으로 건전하며 실질적으로 효과적인 방법을 개발하도록 장려하여, 믿음에 기반한 상담에 대한 더 미묘하고 총체적인 접근 방식을 육성했다.

## 심리학과의 통합
상담, 심리 치료 또는 다른 과학적, 학술적 노력과 기독교 또는 다른 종교적 관점이나 접근 방식을 결합하려는 노력은 때때로 "통합"이라고 불린다. 학문 주제를 신학과 통합하는 것은 학계에서 오랜 역사를 가지고 있으며, 창립 당시의 종교적 토대를 유지해 온 많은 단과대학과 종합대학에서 계속되고 있다. 통합에는 여러 종류가 있으며, 시간이 지남에 따라 다르게 정의되어 왔다. 현재까지 기독교와 심리학이 통합된 방식은 심리학과 성경이 일치하는 방식을 고려하고 성경과 일치하지 않는 심리학의 가르침은 통합하지 않는 것이다. 이 전략은 여전히 진행 중이며 계속해서 연구되고 있지만, 이 둘을 통합하려는 상당한 노력이 있었다. 스탠턴 존스와 리처드 버트먼은 심리학과 기독교 신앙을 통합하는 세 가지 다른 방법을 제시했다. 이 방법들은 실용적 절충주의, 메타이론적 절충주의, 그리고 이론적 통합이라고 불린다. 첫 번째 방법인 실용적 절충주의는 이전에 사용된 다양한 방법을 비교한 연구를 바탕으로 환자 문제를 해결하는 최선의 해결책을 모색한다. 두 번째 방법은 상담가의 효과성에 관심을 가지며, 그들이 사용하는 유익한 전술과 그렇지 않은 전술을 살펴본다. 세 번째 방법은 기존 이론을 바탕으로 추가 연구를 구축할 수 있는 기본 틀로 삼는다. 기독교와 심리학의 모든 통합자들이 근본적인 진리로 믿는 것은 모든 진리는 하나님의 진리라는 것이다.

## 원칙
기독교 상담은 몇 가지 주요 원칙에 중점을 둔다. 이는 개인의 정신, 영혼, 신체의 안녕에 도움을 줄 수 있는 총체적인 접근 방식에 집중한다. 흔히 사용되는 또 다른 용어는 "영혼 돌봄"이다. 이 접근 방식은 성경에서 비롯된 기독교적 관점을 통합하고, 전통적인 신념과 가치를 포함한다. 이는 과정 전반에 걸쳐 하나님의 도움을 받아 개인의 정신적, 영적, 생리적 건강을 깊이 탐구하도록 격려한다. 기독교 상담의 목표는 사람들이 예수 그리스도 안에서 발견되는 삶의 희망을 되찾도록 돕는 것이다. 기독교 상담은 그들이 하는 일의 핵심에 성령의 확신에 뿌리를 둔 자신과 하나님에 대한 더 깊은 이해를 얻도록 돕는 것이라고 믿는다. 기독교 상담가들은 사람들이 자신에게 고통을 가져온 죄를 인식하게 할 뿐만 아니라, 하나님께 한 개인으로서 자신들이 가지고 있는 엄청난 가치와 의미를 알게 하려 한다.

## 파울리슨의 진단 질문
기독교 상담 분야와 관련하여 미국 작가 데이비드 파울리슨은 파울리슨의 진단 질문 다이어그램으로도 알려진 표 형식의 진단을 제공한다. 따라서 이 다이어그램은 상담가와 내담자가 진단 모듈을 진행하면서 일련의 질문을 통해 활용된다. 파울리슨은 주로 여섯 가지 모듈에 대해 이야기한다. 첫 번째 단계는 "삶의 재료"를 검토하는 것이다. 그 다음 상담가는 "성장과 열매", "반응과 가시", "동기와 마음", 그리고 "변화"라는 네 가지 핵심 모듈을 다루어야 한다. 마지막으로 파울리슨은 "십자가 기반 해결책"이라고 부르는 마지막 모듈에서 예수님을 바라보는 데 집중할 것을 권장한다.
| "삶의 재료"                                                                                  | 반응; 가시 | 동기; 마음 | 십자가 기반 해결책 | 변화 | 성장; 열매 |
| -------------------------------------------------------------------------------------------- | --- | --- | --- | --- | --- |
| 무슨 일이 있었는가? 누가 있었는가? 언제 일어났는가? 어디에 있었는가? 이전에 일어났던 일인가? | 당신의 경험: 어떻게 느꼈는가? 당신의 감정은? 당신의 행동: 무엇을 했는가? 무엇을 말했는가? 당신의 생각: 무엇을 생각하고 있었는가? 당신의 태도는 어떠했는가? 상황을 어떻게 해석했는가? | 무엇을 원했는가? 당신의 기대는? 무엇이 당신을 통제하는가? 누구/무엇을 숭배하는가? 당신의 "사고방식/세계관"은 무엇인가? 하나님과의 관계를 어떻게 설명하겠는가? | "진리"는 무엇인가? 주님은 누구신가? 그분은 무엇을 하셨는가? 그분은 무엇을 하고 계신가? 삶의 상황을 어떻게 보아야 하는가? 성경적으로 적절한 목표와 욕구는 무엇인가? | 어떤 동기를 버려야 하는가? 어떤 기대를 포기해야 하는가? 어떤 성경적 약속을 믿어야 하는가? 어떤 우상을 허물어야 하는가? | 어떤 "성령의 열매" 태도를 취해야 하는가? 어떤 성경적 훈련을 시작하거나 갱신해야 하는가? 누구에게 용서를 구하고 배상해야 하는가? 어떤 사역을 시작하거나 재개해야 하는가? |

## 비판
제이 E. 애덤스는 1970년 『상담 유능』을 출판하여 기독교 상담 전반에 걸친 심리학의 영향력을 비판했다. 그는 성경만이 모든 상담에 충분하다고 가르치는 누세틱 상담 운동을 시작했다. 누세틱 상담이 심리학적 구현과 분리된 성경적 말씀과 성령의 능력에 엄격하게 기반을 두는 반면, 기독교 상담은 여전히 하나님과 성경적 진리를 중심으로 심리학과 기독교를 구현하려고 노력한다. 그들은 심리학을 사람들이 직면하는 문제에 대한 절대적인 해답이나 해결책으로 여기지는 않지만, 기독교와 결합하여 사람들이 자신과 하나님을 더 깊이 이해하는 데 도움이 되는 도구로 사용한다.